# Laskár
Laskár (em húngaro: Laszkár) é um município da Eslováquia, situado no distrito de Martin, na região de Žilina. Tem 3,34 km² de área e sua população em 2018 foi estimada em 135 habitantes.

## Demografia
| Ano:        | 1994 | 2004    | 2014    | 2024  |
| ----------- | ---- | ------- | ------- | ----- |
| Broj ljudi: | 90   | 104     | 125     | 133   |
| Razlika:    |      | +15,55% | +20,19% | +6,4% |

| Ano:               | 2023 | 2024   |
| ------------------ | ---- | ------ |
| Número de pessoas: | 131  | 133    |
| Diferença:         |      | +1,52% |